# Ambassade van IJsland in België
De ambassade van IJsland in België staat in het centrum van Brussel. De ambassade opende in 1967 en behartigt ook de IJslandse relaties met de andere Benelux-landen. Het is tevens de missie naar de Europese Unie.

## Geschiedenis
De bilaterale betrekkingen tussen IJsland en België werden op 9 november 1945 geformaliseerd. Op 13 februari 1946 werd de eerste ambassadeur geaccrediteerd, de IJslandse ambassadeur in Frankrijk Pétur Benediktsson.
Tot 1967 viel België onder de ambassade in Parijs. In dat jaar verhuisde de NAVO van Parijs naar Brussel, waarmee de missie van IJsland naar de NAVO ook naar Brussel verhuisde. Dit werd tevens de diplomatieke vertegenwoordiging naar België en de Europese Economische Gemeenschap (EEG). In 1986 werd de missie naar de EEG als een aparte ambassade opgericht. In 2019 verhuisden de twee missies naar het Norway House in Brussel.
In 1976 werd het dekkingsgebied van de ambassade uitgebreid naar Luxemburg en in 2011 naar Nederland. Tot dan werd Nederland vanuit de IJslandse ambassade in Londen bediend. Andere landen die in het verleden vanuit Brussel werden bediend waren Griekenland en Liechtenstein.

## Missie
De IJslandse ambassade in Brussel behartigt ook de relaties met Nederland, Luxemburg en San Marino, waarbij de ambassadeur in Brussel in deze landen is geaccrediteerd. Er zijn in het dekkingsgebied zes honorair consuls benoemd, waarvan drie in Nederland, twee in België en een in Luxemburg. Tevens is de ambassade de zetel van de IJslandse missie naar de Europese Unie. De ambassade is de grootste diplomatieke post van IJsland in het buitenland.

## Ambassadeurs
De volgende diplomaten waren ambassadeur voor IJsland naar België:
| #                                                              | Naam                                    | Aanstelling                             | Einde missie                            | Noten                                   | Vertegenwoordiging naar |
| Zaakgelastigde ambassadeur in Frankrijk                        | Zaakgelastigde ambassadeur in Frankrijk | Zaakgelastigde ambassadeur in Frankrijk | Zaakgelastigde ambassadeur in Frankrijk | Zaakgelastigde ambassadeur in Frankrijk | Zaakgelastigde ambassadeur in Frankrijk                                                                                          |
| -------------------------------------------------------------- | --------------------------------------- | --------------------------------------- | --------------------------------------- | --------------------------------------- | --- |
| 1                                                              | Pétur Benediktsson                      | 13 februari 1946                        | 30 november 1955                        |                                         | |
| 2                                                              | Agnar Klemens Jónsson                   | 10 december 1956                        | 1 januari 1961                          |                                         | |
| 3                                                              | Hans G. Andersen                        | 1 januari 1961                          | 1 juni 1962                             |                                         | |
| 4                                                              | Pétur Thorsteinsson                     | 1 juni 1962                             | 4 augustus 1965                         |                                         | |
| 5                                                              | Henrik Sveinsson Björnsson              | 4 augustus 1965                         | 24 januari 1968                         |                                         | |
| Ambassadeur in België                                          |                                         |                                         |                                         |                                         | |
| 6                                                              | Niels P. Sigurðsson                     | 24 januari 1968                         | 1 augustus 1971                         |                                         | |
| 7                                                              | Tómas Á. Tómasson                       | 1 augustus 1971                         | 20 juli 1977                            |                                         | Luxemburg (1976-) Nederland (2011-) San Marino (2012-) Griekenland (1980-1987) Liechtenstein (1995-2006) Zwitserland (2007-2018) |
| 8                                                              | Guðmundur Ívarsson Guðmundsson          | 20 juli 1977                            | 8 mei 1979                              |                                         | Luxemburg (1976-) Nederland (2011-) San Marino (2012-) Griekenland (1980-1987) Liechtenstein (1995-2006) Zwitserland (2007-2018) |
| 9                                                              | Henrik Sveinsson Björnsson              | 8 mei 1979                              | 14 november 1984                        |                                         | Luxemburg (1976-) Nederland (2011-) San Marino (2012-) Griekenland (1980-1987) Liechtenstein (1995-2006) Zwitserland (2007-2018) |
| 10                                                             | Tómas Á. Tómasson                       | 14 november 1984                        | 5 december 1986                         |                                         | Luxemburg (1976-) Nederland (2011-) San Marino (2012-) Griekenland (1980-1987) Liechtenstein (1995-2006) Zwitserland (2007-2018) |
| 11                                                             | Einar Benediktsson                      | 5 december 1986                         | 30 april 1991                           |                                         | Luxemburg (1976-) Nederland (2011-) San Marino (2012-) Griekenland (1980-1987) Liechtenstein (1995-2006) Zwitserland (2007-2018) |
| 12                                                             | Hannes Þórður Hafstein                  | 30 april 1991                           | 12 maart 1997                           |                                         | Luxemburg (1976-) Nederland (2011-) San Marino (2012-) Griekenland (1980-1987) Liechtenstein (1995-2006) Zwitserland (2007-2018) |
| 13                                                             | Gunnar Snorri Gunnarsson                | 12 maart 1997                           | 15 januari 2003                         |                                         | Luxemburg (1976-) Nederland (2011-) San Marino (2012-) Griekenland (1980-1987) Liechtenstein (1995-2006) Zwitserland (2007-2018) |
| 14                                                             | Kjartan Jóhannsson                      | 15 januari 2003                         | 8 februari 2006                         |                                         | Luxemburg (1976-) Nederland (2011-) San Marino (2012-) Griekenland (1980-1987) Liechtenstein (1995-2006) Zwitserland (2007-2018) |
| 15                                                             | Stefán H. Jóhannesson                   | 8 februari 2006                         | 12 april 2011                           |                                         | Luxemburg (1976-) Nederland (2011-) San Marino (2012-) Griekenland (1980-1987) Liechtenstein (1995-2006) Zwitserland (2007-2018) |
| 16                                                             | Þórir Ibsen                             | 12 april 2011                           | 1 september 2014                        |                                         | Luxemburg (1976-) Nederland (2011-) San Marino (2012-) Griekenland (1980-1987) Liechtenstein (1995-2006) Zwitserland (2007-2018) |
| 17                                                             | Bergdís Ellertsdóttir                   | 17 oktober 2014                         | 1 augustus 2018                         | [ 6 ] [ 7 ] [ 8 ]                       | Luxemburg (1976-) Nederland (2011-) San Marino (2012-) Griekenland (1980-1987) Liechtenstein (1995-2006) Zwitserland (2007-2018) |
| 18                                                             | Gunnar Pálsson                          | 4 oktober 2018                          | 30 juni 2020                            | [ 9 ] [ 10 ]                            | Luxemburg (1976-) Nederland (2011-) San Marino (2012-) Griekenland (1980-1987) Liechtenstein (1995-2006) Zwitserland (2007-2018) |
| 19                                                             | Kristján Andri Stefánsson               | 20 september 2020                       |                                         | [ 11 ] [ 12 ] [ 13 ]                    | Luxemburg (1976-) Nederland (2011-) San Marino (2012-) Griekenland (1980-1987) Liechtenstein (1995-2006) Zwitserland (2007-2018) |
| Bron tot en met maart 2016. Lijst bijgewerkt in februari 2024. |                                         |                                         |                                         |                                         | |